# Иерусалим (поэма)
«Иерусалим» (полное название — «Иерусалим, Эманация Гиганта Альбиона»; англ. Jerusalem The Emanation of the Giant Albion; 1804—1820, с более поздними добавлениями) — последняя и самая значительная из пророческих книг, написанных, проиллюстрированных, награвированных и отпечатанных английским поэтом, художником и гравёром Уильямом Блейком.
Стихотворение Блейка «Иерусалим», широко известное также как гимн «Новый Иерусалим» с музыкой сэра Хьюберта Парри, прямого отношения к этой поэме не имеет, но является частью предисловия Блейка к его поэме «Мильтон».

## История создания
Поэма «Иерусалим» — одно из крупнейших творческих достижений Уильяма Блейка. Она содержит 100 листов (около 5850 строк). Сохранилось шесть награвированных автором на меди и собственноручно им отпечатанных прижизненных копий (A-F), созданных в период между 1820-м и 1827-м годами. Две из них представлены в цвете: неполная Копия B (только первая глава) и полная Копия E (датируемая 1821 годом). Имеются ещё четыре копии (J-F), отпечатанные с тех же медных пластин в 1832-м году после смерти Блейка.
Блейк писал, что поэма была ему «надиктована» в годы жизни в Фелфаме, деревне в Западном Сассексе на юге Англии. Однако Блейк использовал в ней в переработанном виде идеи и фрагменты из некоторых своих предыдущих книг, которые называл «пророчествами»: «Европа», «Америка», «Песнь Лоса», «Книга Уризена», «Вала или Четыре Зоа», «Мильтон» и др. Поэма датирована 1804 годом, но Блейк продолжал работать над ней, внося в неё изменения и добавления, по крайней мере, до 1820 года
В первой главе (лист 5:16-23) Блейк пишет о себе, о смысле своего труда и о своей пророческой миссии так:
| Английский оригинал Trembling I sit day and night, my friends are astonish’d at me. Yet they forgive my wanderings, I rest not from my great task! To open the Eternal Worlds, to open the immortal Eyes Of Man inwards into the Worlds of Thought: into Eternity Ever expanding in the Bosom of God. the Human Imagination O Saviour pour upon me thy Spirit of meekness & love: Annihilate the Selfhood in me, be thou all my life! Guide thou my hand which trembles exceedingly upon the rock of ages, | Перевод Д. Смирнова-Садовского: Дрожа, сижу и день, и ночь; друзья изумлены, прощая Мой бред, пока без отдыха вершу великий труд! Чтоб Вечности миры открыть, и взор бессмертный человека Отверзнуть, и направить внутрь, в Мир Мысли, в Вечность, Растущую безмерно в лоне Бога — человеческом воображении. Спаситель, о вдохни в меня дух кроткий, дух Любви, И Самость уничтожь во мне, стань всей моею жизнью! Веди моей рукой, что, трепеща, блуждает по Скале Веков… |

### Лист 1. Фронтиспис. Лос входит в Дверь Смерти

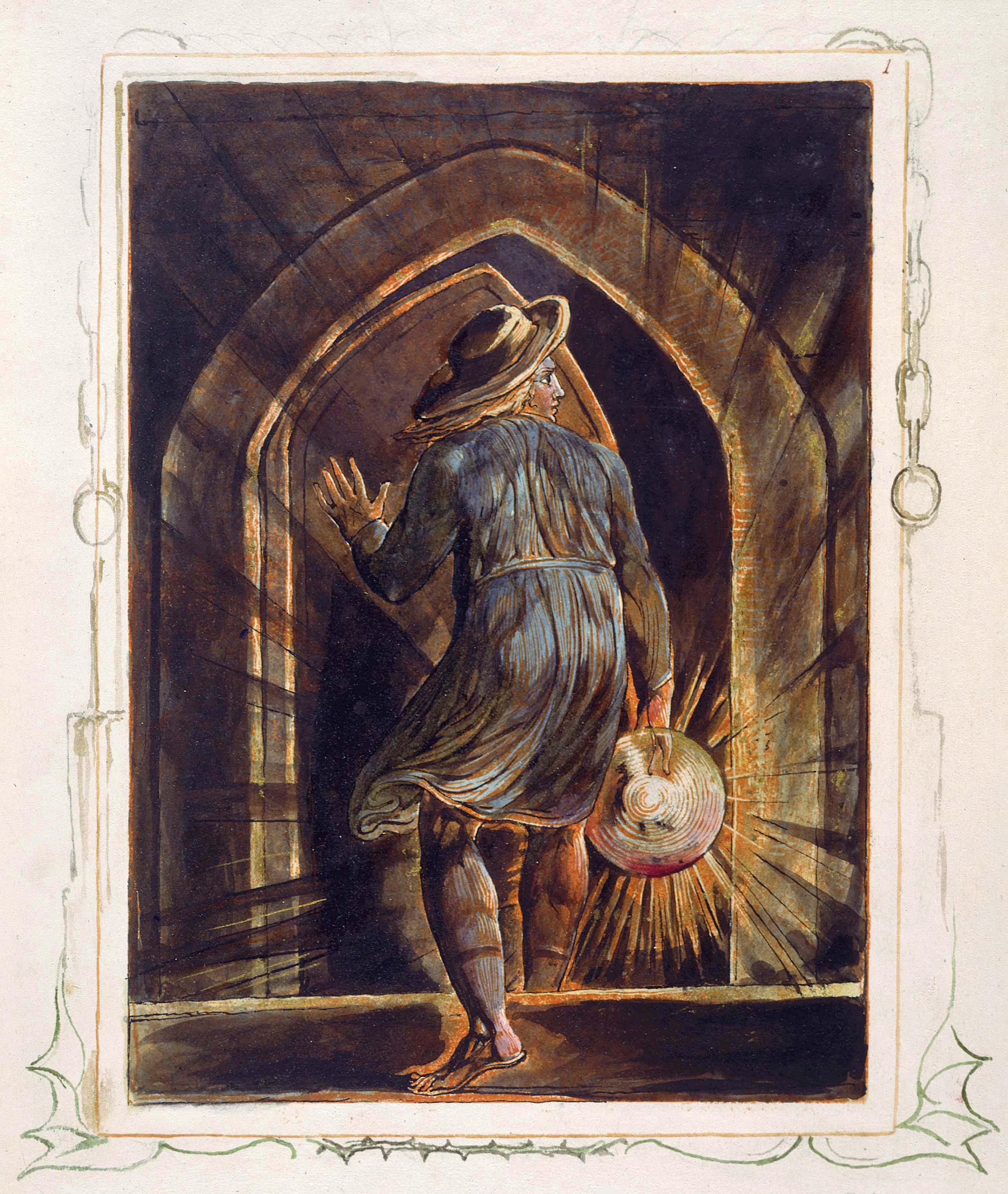
Лист 1. Фронтиспис, копия E (Йельский центр Британского искусства)

Иллюстрация соответствует следующим строкам (см. отдельный оттиск в Музее Фицуильяма), позднее стёртым с медной пластины и потому не включённым в окончательный вариант поэмы:
| Английский оригинал Half Friendship is the bitterest Enmity said Los As he enterd the Door of Death for Albions sake Inspired The long sufferings of God are not for ever there is a Judgment | Перевод Д. Смирнова-Садовского: Полдружбы — злейшая вражда! — так вдохновенный Лос Изрек, входя под своды Смерти ради Альбиона, — Страданье Господа не вечно, Страшный Суд грядет! |

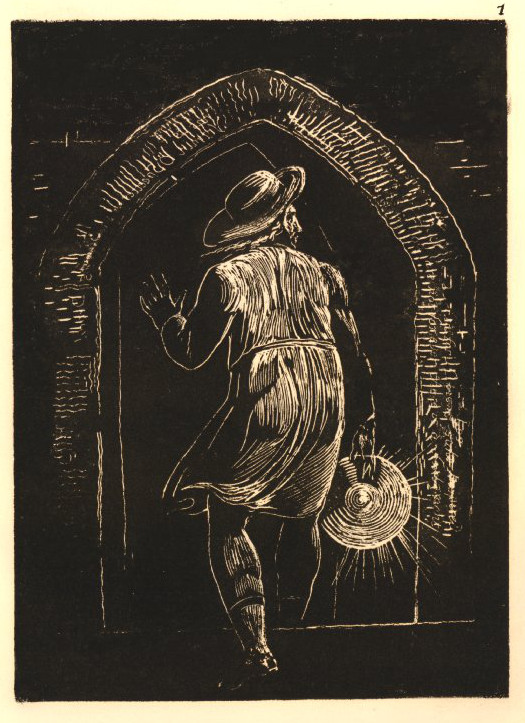
Копия A (Британский музей)
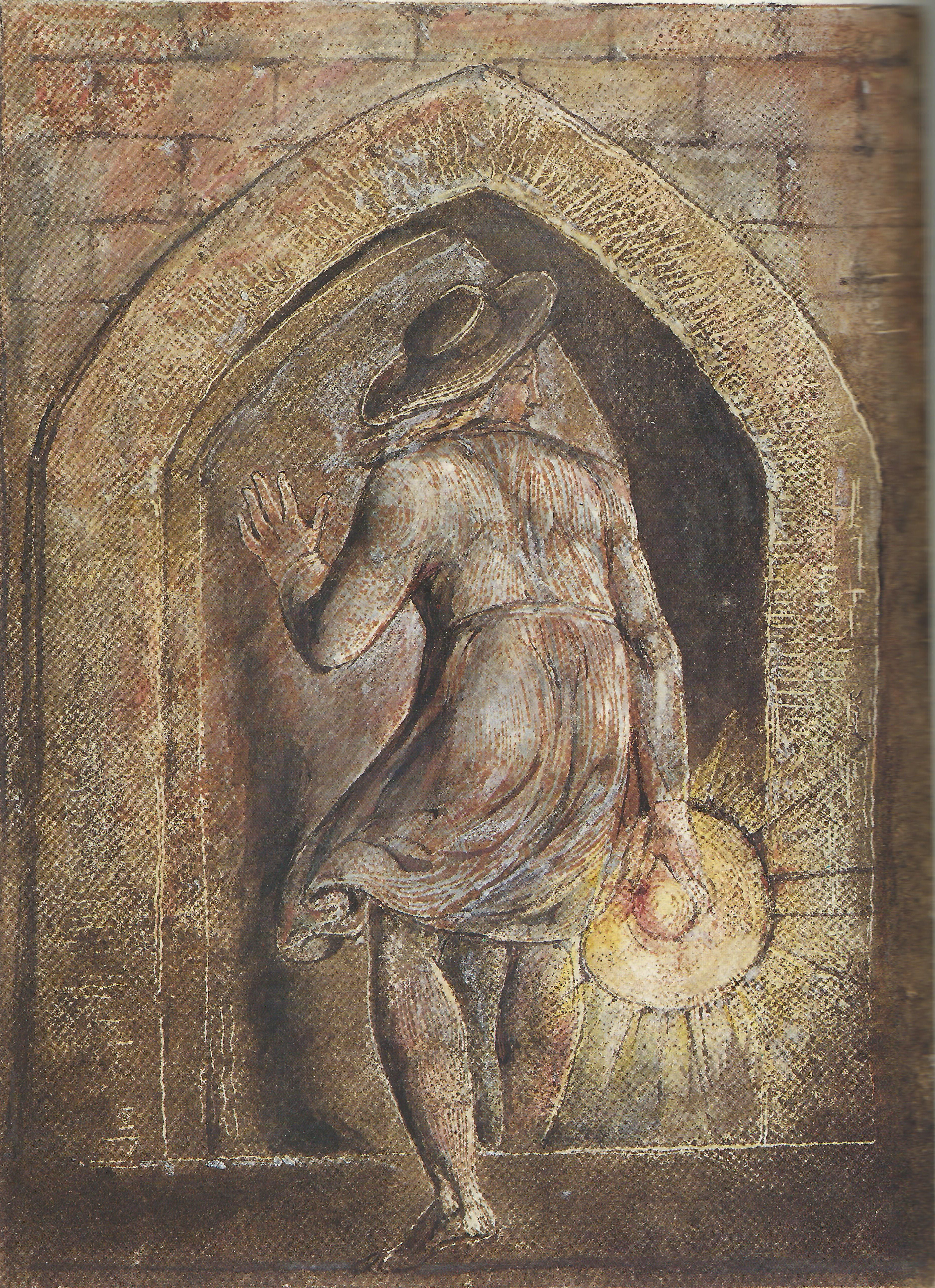
Копия B (Коллекция лорда Канлиффа)
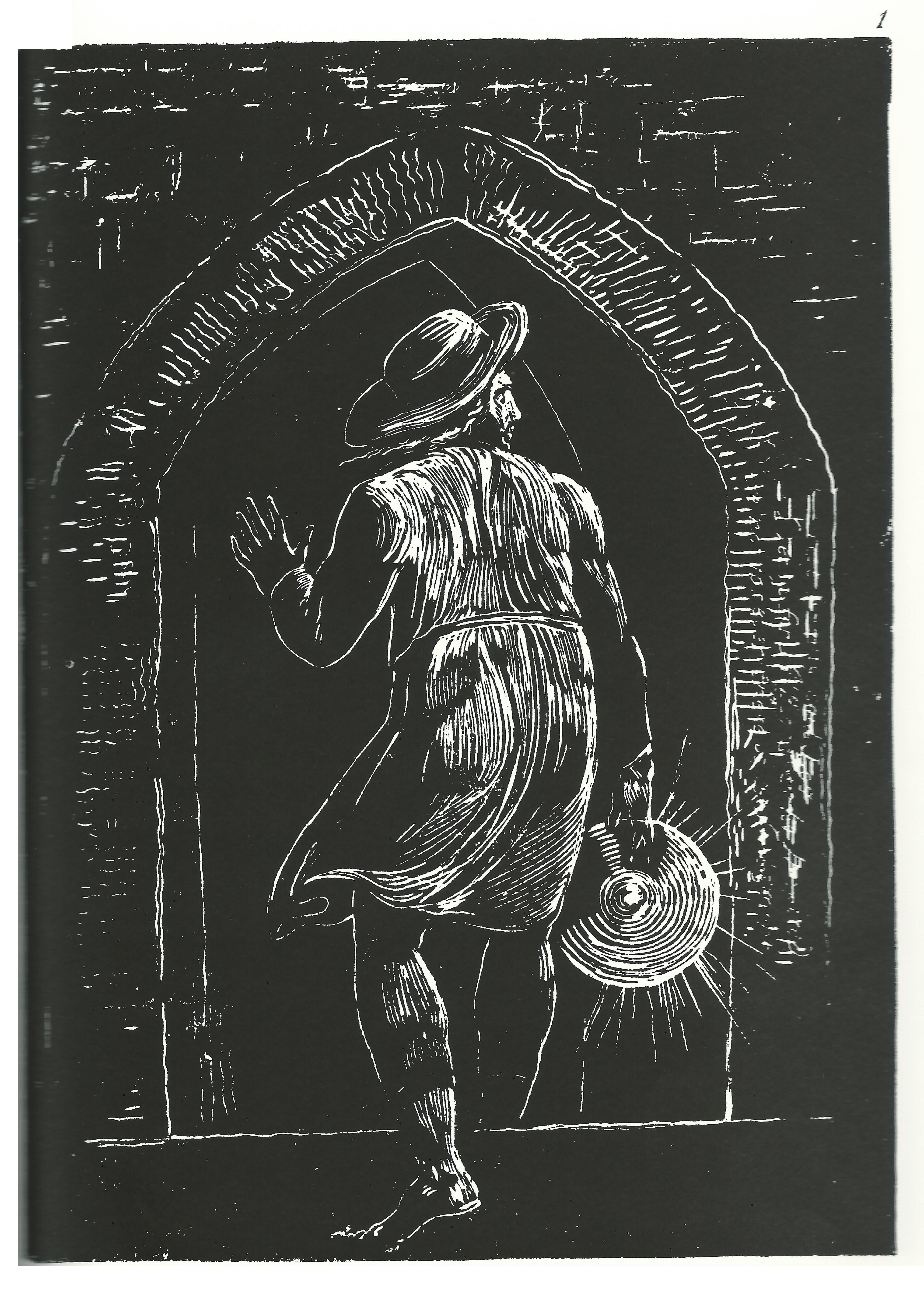
Копия C (Коллекция миссис Рамзей Харви)
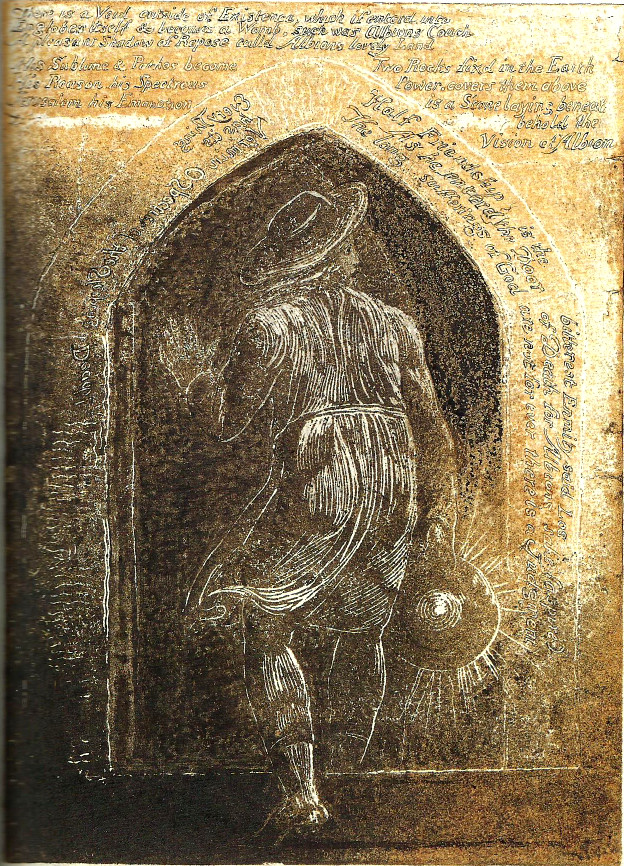
Отдельный оттиск (Музей Фицуильяма)

## Структура

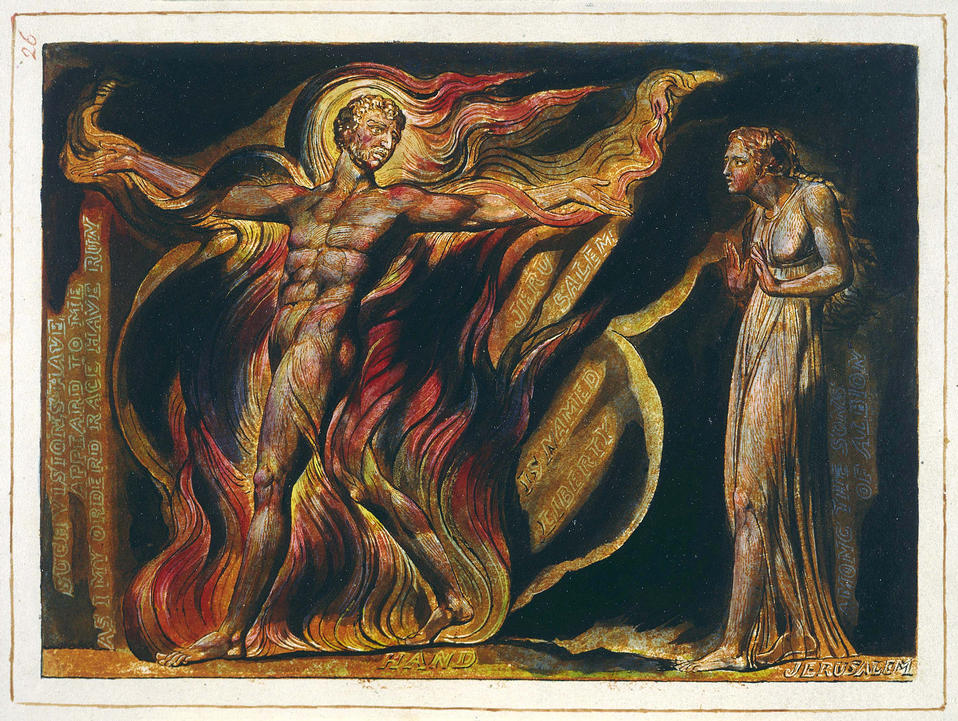
Персонажи поэмы: Хэнд и Иерусалим, иллюстрация между Первой и Второй главами поэмы Иерусалим, лист 26, копия E.

В поэме четыре главы, предваряемые прозаическими вступлениями, в которых Блейк обращается к различным аудиториям: 1. К публике, 2. К евреям, 3. К деистам, 4. К христианам. В каждой главе приблизительно по 25 листов текстов вместе с иллюстрациями, иллюстраций без текстов и, очень редко, текстов без иллюстраций. В разных блейковских копиях, выполненных в разные годы, нумерация листов и их порядок отличаются друг от друга.

## Персонажи
В этой поэме, как и в других поздних «пророчествах» Блейка, таких как «Вала или Четыре Зоа», а также «Мильтон», охватывается огромный исторический период, начиная с сотворения мира и кончая Страшным Судом. В них Блейк излагает собственную концепцию человеческой истории, представляя её в форме поэтико-космогонического мифа. Эти три последние поэмы тесно связаны друг с другом, и в них действуют, в основном, те же самые персонажи. Главные из них — Гигант Альбион и его Эманация (женская ипостась) Иерусалим, пророк Вечности Лос и его Эманация Энитармон (с которыми Блейк ассоциирует самого себя и свою жену Кэтрин), богиня природы Вала и четыре Зоа (или «зверя»): Уризен, Лува, Тармас и Уртона, их многочисленные потомки, а также сотни других, включая библейских, исторических или являющихся плодом фантазии самого Блейка.

## Краткое описание

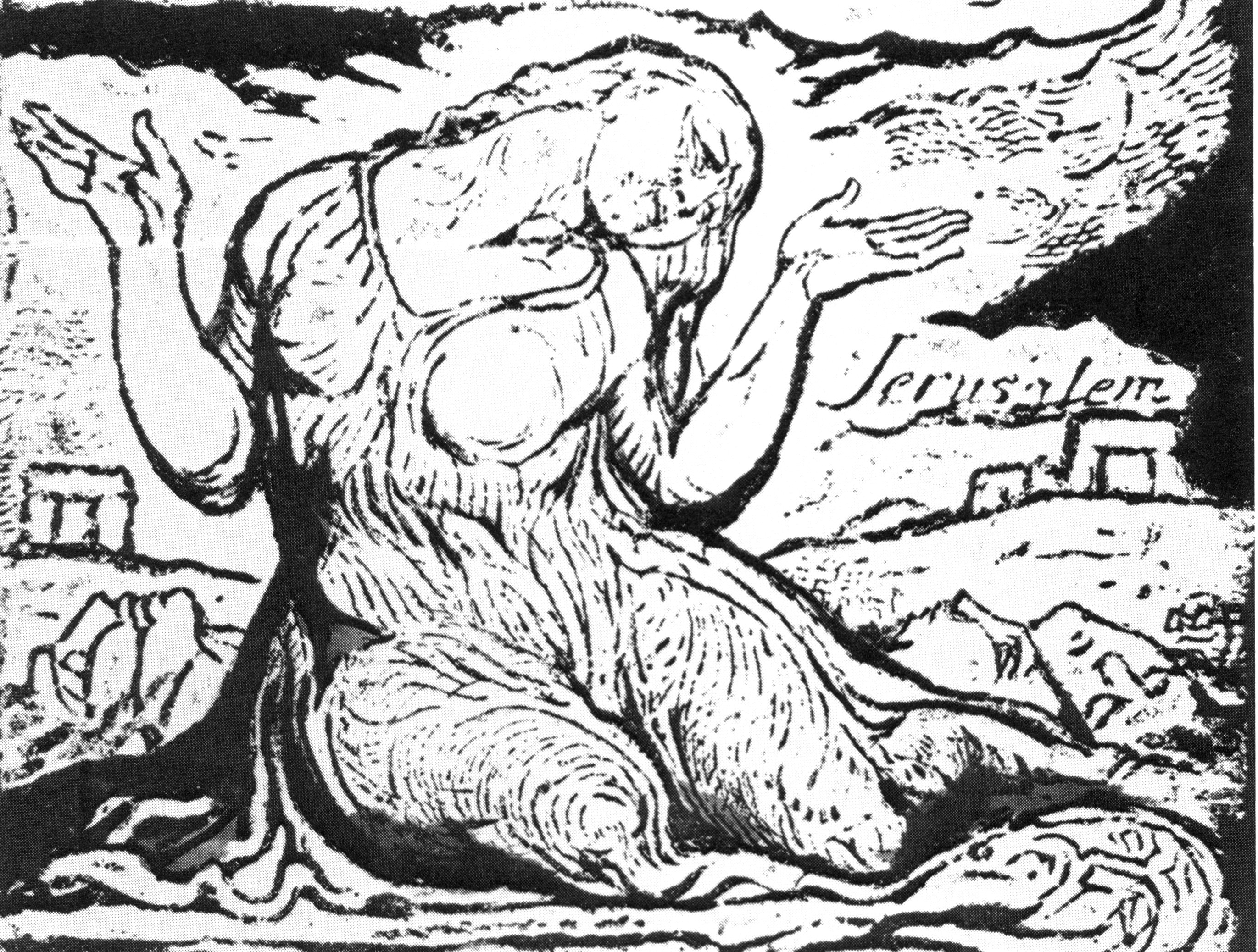
Уильям Блейк: Печальная Иерусалим на фоне капищ друидов. Вокруг неё лица Четырёх Зоа, выглядывающих из-под земли. Копия A, лист 92, деталь, (Британский музей)

Альбион — «Вечный Человек», олицетворяет Человечество, являясь одновременно также географическим понятием, ассоциируемым с Англией или Великобританией. В начале поэмы происходит падение Гиганта Альбиона в состояние эгоизма (или Самости), и это приводит к разделению его на Четыре Зоа (или Зверя): Уризена, Тармаса, Луву и Уртону, олицетворяющие разум, страсть, чувство и инстинкт человека, вступивших в войну друг против друга, а также против него самого. Его убивает Лува, князь любви и правитель мира эмоций. Альбион спит мёртвым сном в течение всей человеческой истории на скале Вечности, пока Уризен управляет этим миром. Защитником Альбиона становится Лос, Пророк Вечности (падшая или земная форма Уртоны), а его спасителем — Иисус. Спутница Альбиона, Иерусалим, воплощает свободу и вдохновение всего человечества. Для каждого человека в отдельности она является Божественным Видением или Откровением. Иерусалим представляет собой также святой мирный город совершенного общества. Кроме того, она — невеста Агнца Божьего. Традиционно это союз Христа и Его церкви. Но Блейк расширяет понятие «церкви» до масштабов всего человечества. «Когда в конце поэмы все „человеческие формы“ объединяются, пробуждаясь к вечной жизни в груди Богочеловека, Блейк слышит, как все они называют свои Эманации именем Иерусалим».

## Перевод на русский язык
Первый полный перевод поэмы был выполнен Дмитрием Смирновым-Садовским в 2015 году. Перевод опубликован московским издательством «Magickal Rebirth». Подписанный в печать в 2017 году, он был выпущен в апреле 2019 года.